# Mårten Eskil Winge
Mårten Eskil Winge (født 21. september 1825 i Stockholm, død 22. april 1896 i Enköping) var en svensk maler og tegner, og professor ved Konstakademien i Stockholm.
Han giftede sig i 1867 med kunstnerkollegaen Hanna Mathilda Tengelin (1838–1896).
Mårten Eskil Winge tog studentereksamen i 1846 i Uppsala og begyndte i 1847 ved Konstakademien. Samtidig med studierne arbejdede han i postvæsenet, og tegnede portrætter for yderligere indtægter. Han lavede også flere tegninger og illustrationer til bøger om nordisk mytologi. I 1856 blev Winge elev hos Johan Christoffer Boklund i akademiens malerklasse, året efter fik han medalje for maleriet Karl X Gustav vid Axel Oxenstiernas dödsbädd og tog på sin første studierejse på et stipendium.
I 1864 blev Winge medlem af Konstakademien og senere også professor. I 1865 etablerede han en malerklasse i sit atelier.
Udover motiverne fra nordisk mytologi har Winge lavet en lang række altertavler.

## Galleri
- Loke & Sigyn (1863)
- Tors strid med jättarna (1872)
- Sankt Pauli Kirke (Malmø) (1882)